# Juliana Obiong
Juliana Obiong (sinh ngày 23 tháng 5 năm 1966) là một vận động viên chạy nước rút người Guinea Xích Đạo. Bà đã thi đấu ở nội dung 100 mét nữ tại Thế vận hội Mùa hè 1996.